# Eduardo Serrano (Schauspieler)
Andrés Eduardo Serrano Acevedo (* 30. November 1942 in Caracas) ist ein venezolanischer Schauspieler.
Eduardo war der Jüngste von vier Brüdern. Er brach vierzehnjährig seine schulische Ausbildung ab, um Schauspieler zu werden und debütierte am Theater der Universidad Central de Venezuela. Beim Fernsehen debütierte er 1965 in La criada malcriada und parallel in der Telenovela La tirana. Er spielte seitdem in zahlreichen Fernsehserien. Als Kinoschauspieler trat er erstmals 1984 in Román Chalbauds Cangrejo II auf. Serrano war mit den Schauspielerinnen Mirtha Pérez und Carmen Julia Álvarez verheiratet. Seine dritte Ehefrau ist seit 1995 Haidy Velázquez.